# Theodora Tocco
Theodora Tocco (nhũ danh Maddalena Tocco) (? - 1429) là người vợ đầu tiên của Konstantinos XI khi ông còn là Công tước xứ Morea. Về sau sẽ trở thành vị Hoàng đế cuối cùng của Đế quốc Byzantine.

## Tiểu sử
Theodora là con gái của Leonardo II Tocco, lãnh chúa xứ Zante. Cha bà là một người em trai của Carlo I Tocco, Bá tước xứ Cephalonia và Leukas. Carlo sau phụng sự dưới trướng vua xứ Epirus từ năm 1411 đến 1429. Leonardo dường như mất sớm. Năm 1424, Carlo I đã nhận nuôi Maddalena và người anh trai Carlo II Tocco. Ít lâu sau Carlo I bị đánh bại trong trận Echinades với Johannes VIII Palaiologos vào năm 1427. Ông đã phải rút khỏi các vùng đất tại Elis dưới sự kiểm soát của mình và từ bỏ tuyên bố kế thừa cha truyền con nối thành Corinth và Megara. Thỏa thuận này đã được bảo đảm bằng cuộc hôn nhân giữa Maddalena với Konstantinos Palaiologos, em trai của Johannes VIII.
Cuộc hôn nhân diễn ra vào tháng 7 năm 1428. Bà được cải đạo sang Chính Thống giáo Đông phương và lấy tên "Theodora". Trong suốt cuộc đời chung sống với nhau, Konstantinos chỉ còn giữ được một vài vùng lãnh thổ khác ở bán đảo Peloponnesus dưới sự kiểm soát của mình mặc dù vẫn còn phụ thuộc vào cả Johannes VIII và Theodore II Palaiologos, Lãnh chúa xứ Morea. Do đó Maddalena trở thành hoàng hậu của một ông vua nhỏ. Theodora qua đời khi sinh non vào tháng 11 năm 1429, tại Santomeri và thi hài được chôn cất ở Mystras.